# Stemwinder Provincial Park
Der Stemwinder Provincial Park ist ein nicht ganz 4 Hektar (ha) großer Provincial Park in der kanadischen Provinz British Columbia. Der Park gehört zu der Gruppe von nur rund 5 % der Provincial Parks in British Columbia die eine Fläche von 10 ha oder weniger haben.
Dokumentierte archäologische Fundstellen in Form von Gesteinsartefakten und Senken ehemaliger Grubenhäuser, sogenannter „Pithouse“, der Similkameenen (einer Gruppe der Okanagan) deuten auf eine frühe Besiedlung durch First Nations hin und lassen hier ein Handelscamp vermuten.
Nur rund 12 km nordwestlich befindet sich der Bromley Rock Provincial Park.

## Anlage
Der Park im Süden des British Columbia Interior liegt am nördlichen Ufer des Similkameen River, etwa 30 km nordwestlich von Keremeos, im Regional District of Okanagan-Similkameen. Während der Park nach Süden durch den Fluss begrenzt wird, engt ihn nach Norden der Highway 3, der Crowsnest Highway, ein.
Bei dem Park, der am 6. März 1956 eingerichtet wurde, handelt es sich um ein Schutzgebiet der Kategorie II (Nationalpark).

## Aktivitäten
Besondere touristische Attraktionen bietet der Park keine. Lediglich der Similkameen River bietet die Möglichkeit zum Angeln oder Wassersport.
Neben einem Picknickbereich verfügt der Park über bis zu 27 (teilweise reservierbare) Stellplätze für Wohnmobile und Zelte und hat eine, sehr einfach ausgestattete, Sanitäranlage.